# DSL-201
DSL-201 – pierwszy polski radioodbiornik stereofoniczny, produkowany na początku lat 70. XX w. przez Zakłady Radiowe Unitra-Diora.

## Geneza
Pod koniec 1967 roku, po raz pierwszy w Polsce, testowano nadawanie programu stereofonicznego, który ze względu na słabe rozpowszechnienie w tym czasie odbiorników stereofonicznych, mógł być odbierany głównie przez radiowców na specjalistycznym sprzęcie. Nadawanie regularnych audycji stereofonicznych rozpoczęło się w latach 70 XX wieku. Były to wybrane audycje, głównie muzyczne. Pozostała część programu, była nadawana w mono (stąd charakterystyczne testy stereofoniczne, nadawane niemal przed każdą audycją stereo, co miało miejsce przez dwie dekady, szczególnie w programie drugim Polskiego Radia). Aby stereofonia mogła się rozwijać, potrzebne było rozpowszechnienie stereofonicznych odbiorników radiowych.

## Budowa
DSL-201 składał się z 2 oddzielonych segmentów: wzmacniacza lampowego, o mocy wyjściowej 6W na kanał, oraz tunera lampowo-tranzystorowego, zdolnego do odbioru sygnału w 4 zakresach. Wzmacniacz był zbudowany na lampach ECL86 i ECC83. Oprócz tunera można było do niego podłączyć również gramofon oraz magnetofon. Tuner oprócz lamp ECC85, ECH81, EF183, EBF89 i EM84 (wskaźnik dostrojenia) posiadał również kilka tranzystorów germanowych. Tuner mógł pracować na 4. zakresach: fal długich, fal średnich (2 podzakresy), fal krótkich (3 podzakresy) oraz fal ultrakrótkich (pasmo OIRT). Nowatorskim rozwiązaniem był układ dekodera stereo, którego zadaniem „jest wydzielenie akustycznej informacji dla lewego i prawego kanału, oddzielnie ze złożonego sygnału stereofonicznego – FM stereo, odebranego przez antenę UKF”.
Oba segmenty odbiornika posiadały obudowę drewnianą. Panel przedni występował w 2 wariantach koloru: białym lub czarnym, ze srebrną listewką poniżej. Wzmacniacz posiadał z przodu wyłącznik sieciowy, żarówkę sygnalizującą pracę pod napięciem (12 V 0,4 A), pokrętła do zmiany natężenia i barwy dźwięku (osobna dla tonów niskich i wysokich) i balansu, a także trójpołożeniowy przełącznik wejść. Z tyłu wzmacniacza znajdowały się 2 gniazda głośnikowe oraz 3 gniazda typu DIN 5 (dla tunera, magnetofonu i gramofonu) oraz wychodzący przewód sieciowy. Tuner wyróżniał się dwuskalowym panelem frontowym (wyżej umiejscowiona, większa skala była przeznaczona dla zakresów LW, MW i SW, zaś niżej położona, mniejsza dla zakresu UKF). Wyboru stacji dokonywano za pomocą dwóch pokręteł (oznaczonych osobno FM i AM). Oprócz nich na przednim panelu tunera znajdowały się: wyłącznik sieciowy, lampa EM84 jako wskaźnik dostrojenia, żarówka sygnalizująca odbiór sygnału stereo w paśmie UKF, siedmiopołożeniowy przełącznik zakresów, przełącznik antenowy (umożliwiał zmianę z odbioru przez wbudowaną antenę ferrytową na antenę zewnętrzną) oraz włącznik automatycznej regulacji częstotliwości. Z lewej strony tunera znajdował się napis „stereo hi-fi”, z tyłu – gniazda antenowe symetryczne oraz przewód sieciowy.
Podobnie jak w pokrewnych DMTL-202 i DSTL-202, zastosowano technologię montażu płytek drukowanych i pozostałych elementów układu na uniwersalnych kątownikach, biegnących w poprzek konstrukcji i przytwierdzonych do dwóch prefabrykowanych, dużych kształtek stalowych.
Do odbiornika dołączano 2 kolumny głośnikowe typ ZGZ-11, opartych na głośnikach GD 31-21/5 i GDW 6,5/1,5 firmy Tonsil.